# San Zeno (Pisa)
San Zeno je katolický kostel a opatství v Pise, stojící na Piazza San Zeno.
Kostel je poprvé zmiňován roku 1029. Byl součástí opatství, ke kterému do 15. století patřil i špitál. Byl majetkem řádu Camaldolesi.
Stavba je trojlodní. Fasádu předchází portiko, podpírané centrálními sloupy a pilastry. Horní polovinu průčelí zdobí sloupková okna, lodžie a malé kruhové okno s keramickými islámskými obklady z 11. století (originál uložen v Museo nazionale di San Matteo).
Interiér uchovává středověkou malířskou výzdobu a některé sloupy mají starořímské hlavice.